# Dizy-le-Gros
Dizy-le-Gros é uma comuna francesa na região administrativa de Altos da França, no departamento de Aisne. Estende-se por uma área de 19,96 km². Em 2010 a comuna tinha 754 habitantes (densidade: 37,8 hab./km²).